# J.League Best Eleven
La J. League Best Eleven ou les onze meilleurs du championnat japonais est un trophée créé en 1993, récompensant les meilleurs joueurs du championnat de J. League chaque année. Il s'agit de récompenser onze joueurs. Le numéro en parenthèses, qui figure à côté du nom du joueur, indique le nombre de fois où le joueur figure dans cette liste.
| Poste | Footballeur              | Club             | Nationalité |
| ----- | ------------------------ | ---------------- | ----------- |
| G     | Shigetatsu Matsunaga (1) | Yokohama Marinos | Japon       |
| D     | Shunzo Ono (1)           | Kashima Antlers  | Japon       |
| D     | Tetsuji Hashiratani (1)  | Verdy Kawasaki   | Japon       |
| D     | Pereira (1)              | Verdy Kawasaki   | Brésil      |
| D     | Masami Ihara (1)         | Yokohama Marinos | Japon       |
| D     | Takumi Horiike (1)       | Shimizu S-Pulse  | Japon       |
| M     | Santos (1)               | Kashima Antlers  | Brésil      |
| M     | Yasuto Honda (1)         | Kashima Antlers  | Japon       |
| M     | Ruy Ramos (1)            | Verdy Kawasaki   | Japon       |
| A     | Kazuyoshi Miura (1)      | Verdy Kawasaki   | Japon       |
| A     | Ramón Díaz (1)           | Yokohama Marinos | Argentine   |

| Poste | Footballeur             | Club                | Nationalité |
| ----- | ----------------------- | ------------------- | ----------- |
| G     | Shinkichi Kikuchi (1)   | Verdy Kawasaki      | Japon       |
| D     | Pereira (2)             | Verdy Kawasaki      | Brésil      |
| D     | Masami Ihara (2)        | Yokohama Marinos    | Japon       |
| D     | Yoshihiro Natsuka (1)   | Bellmare Hiratsuka  | Japon       |
| M     | Tetsuji Hashiratani (2) | Verdy Kawasaki      | Japon       |
| M     | Tsuyoshi Kitazawa (1)   | Verdy Kawasaki      | Japon       |
| M     | Ruy Ramos (2)           | Verdy Kawasaki      | Japon       |
| M     | Bismarck (1)            | Verdy Kawasaki      | Brésil      |
| M     | Betinho (1)             | Bellmare Hiratsuka  | Brésil      |
| A     | Nobuhiro Takeda (1)     | Verdy Kawasaki      | Japon       |
| A     | Takuya Takagi (1)       | Sanfrecce Hiroshima | Japon       |

| Poste | Footballeur             | Club                 | Nationalité    |
| ----- | ----------------------- | -------------------- | -------------- |
| G     | Shinkichi Kikuchi (2)   | Verdy Kawasaki       | Japon          |
| D     | Naoki Sōma (1)          | Kashima Antlers      | Japon          |
| D     | Masami Ihara (3)        | Yokohama Marinos     | Japon          |
| D     | Masaharu Suzuki (1)     | Yokohama Marinos     | Japon          |
| D     | Guido Buchwald (1)      | Urawa Red Diamonds   | Allemagne      |
| M     | Tetsuji Hashiratani (3) | Verdy Kawasaki       | Japon          |
| M     | Bismarck (2)            | Verdy Kawasaki       | Brésil         |
| A     | Masahiro Fukuda (1)     | Urawa Red Diamonds   | Japon          |
| A     | Kazuyoshi Miura (2)     | Verdy Kawasaki       | Japon          |
| A     | Dragan Stojković (1)    | Nagoya Grampus Eight | RF Yougoslavie |
| A     | Hiroaki Morishima (1)   | Cerezo Osaka         | Japon          |

| Poste | Footballeur            | Club                 | Nationalité    |
| ----- | ---------------------- | -------------------- | -------------- |
| G     | Seigo Narazaki (1)     | Yokohama Flügels     | Japon          |
| D     | Naoki Sōma (2)         | Kashima Antlers      | Japon          |
| D     | Masami Ihara (4)       | Yokohama Marinos     | Japon          |
| D     | Guido Buchwald (2)     | Urawa Red Diamonds   | Allemagne      |
| M     | Jorginho (1)           | Kashima Antlers      | Brésil         |
| M     | Masakiyo Maezono (1)   | Yokohama Flügels     | Japon          |
| M     | Motohiro Yamaguchi (1) | Yokohama Flügels     | Japon          |
| M     | Hiroshi Nanami (1)     | Júbilo Iwata         | Japon          |
| A     | Kazuyoshi Miura (3)    | Verdy Kawasaki       | Japon          |
| A     | Dragan Stojković (2)   | Nagoya Grampus Eight | RF Yougoslavie |
| A     | Masayuki Okano (1)     | Urawa Red Diamonds   | Japon          |

| Poste | Footballeur            | Club               | Nationalité |
| ----- | ---------------------- | ------------------ | ----------- |
| G     | Tomoaki Ōgami (1)      | Júbilo Iwata       | Japon       |
| D     | Naoki Sōma (3)         | Kashima Antlers    | Japon       |
| D     | Masami Ihara (5)       | Yokohama Marinos   | Japon       |
| D     | Yutaka Akita (1)       | Kashima Antlers    | Japon       |
| M     | Bismarck (3)           | Kashima Antlers    | Brésil      |
| M     | Hidetoshi Nakata (1)   | Bellmare Hiratsuka | Japon       |
| M     | Motohiro Yamaguchi (2) | Yokohama Flügels   | Japon       |
| M     | Hiroshi Nanami (2)     | Júbilo Iwata       | Japon       |
| M     | Dunga (1)              | Júbilo Iwata       | Brésil      |
| A     | Masashi Nakayama (1)   | Júbilo Iwata       | Japon       |
| A     | Patrick Mboma (1)      | Gamba Osaka        | Cameroun    |

| Poste | Footballeur            | Club               | Nationalité |
| ----- | ---------------------- | ------------------ | ----------- |
| G     | Seigo Narazaki (2)     | Yokohama Flügels   | Japon       |
| D     | Naoki Sōma (4)         | Kashima Antlers    | Japon       |
| D     | Makoto Tanaka (1)      | Júbilo Iwata       | Japon       |
| D     | Yutaka Akita (2)       | Kashima Antlers    | Japon       |
| M     | Shinji Ono (1)         | Urawa Red Diamonds | Japon       |
| M     | Daisuke Oku (1)        | Júbilo Iwata       | Japon       |
| M     | Toshiya Fujita (1)     | Júbilo Iwata       | Japon       |
| M     | Hiroshi Nanami (3)     | Júbilo Iwata       | Japon       |
| M     | Dunga (2)              | Júbilo Iwata       | Brésil      |
| A     | Masashi Nakayama (2)   | Júbilo Iwata       | Japon       |
| A     | Atsushi Yanagisawa (1) | Kashima Antlers    | Japon       |

| Poste | Footballeur               | Club                 | Nationalité    |
| ----- | ------------------------- | -------------------- | -------------- |
| G     | Masanori Sanada (1)       | Shimizu S-Pulse      | Japon          |
| D     | Yuji Nakazawa (1)         | Verdy Kawasaki       | Japon          |
| D     | Toshihide Saito (1)       | Shimizu S-Pulse      | Japon          |
| D     | Ryuzo Morioka (1)         | Shimizu S-Pulse      | Japon          |
| M     | Shunsuke Nakamura (1)     | Yokohama F. Marinos  | Japon          |
| M     | Alessandro dos Santos (1) | Shimizu S-Pulse      | Japon          |
| M     | Teruyoshi Ito (1)         | Shimizu S-Pulse      | Japon          |
| M     | Masaaki Sawanobori (1)    | Shimizu S-Pulse      | Japon          |
| M     | Takashi Fukunishi (1)     | Júbilo Iwata         | Japon          |
| A     | Dragan Stojković (3)      | Nagoya Grampus Eight | RF Yougoslavie |
| A     | Hwang Sun-Hong (1)        | Cerezo Osaka         | Corée du Sud   |

| Poste | Footballeur           | Club                | Nationalité  |
| ----- | --------------------- | ------------------- | ------------ |
| G     | Daijiro Takakuwa (1)  | Kashima Antlers     | Japon        |
| D     | Naoki Matsuda (1)     | Yokohama F. Marinos | Japon        |
| D     | Yutaka Akita (3)      | Kashima Antlers     | Japon        |
| D     | Hong Myung-Bo (1)     | Kashiwa Reysol      | Corée du Sud |
| M     | Tomokazu Myojin (1)   | Kashiwa Reysol      | Japon        |
| M     | Shunsuke Nakamura (2) | Yokohama F. Marinos | Japon        |
| M     | Junichi Inamoto (1)   | Gamba Osaka         | Japon        |
| M     | Hiroaki Morishima (2) | Cerezo Osaka        | Japon        |
| A     | Tuto (1)              | FC Tokyo            | Brésil       |
| A     | Masashi Nakayama (3)  | Júbilo Iwata        | Japon        |
| A     | Akinori Nishizawa (1) | Cerezo Osaka        | Japon        |

| Poste | Footballeur            | Club              | Nationalité |
| ----- | ---------------------- | ----------------- | ----------- |
| G     | Arno van Zwam (1)      | Júbilo Iwata      | Pays-Bas    |
| D     | Go Oiwa (1)            | Júbilo Iwata      | Japon       |
| D     | Yutaka Akita (4)       | Kashima Antlers   | Japon       |
| D     | Akira Narahashi (1)    | Kashima Antlers   | Japon       |
| M     | Mitsuo Ogasawara (1)   | Kashima Antlers   | Japon       |
| M     | Takashi Fukunishi (2)  | Júbilo Iwata      | Japon       |
| M     | Toshiya Fujita (2)     | Júbilo Iwata      | Japon       |
| M     | Toshihiro Hattori (1)  | Júbilo Iwata      | Japon       |
| M     | Koji Nakata (1)        | Kashima Antlers   | Japon       |
| A     | Will (1)               | Consadole Sapporo | Brésil      |
| A     | Atsushi Yanagisawa (2) | Kashima Antlers   | Japon       |

| Poste | Footballeur           | Club                | Nationalité |
| ----- | --------------------- | ------------------- | ----------- |
| G     | Hitoshi Sogahata (1)  | Kashima Antlers     | Japon       |
| D     | Hideto Suzuki (1)     | Júbilo Iwata        | Japon       |
| D     | Makoto Tanaka (2)     | Júbilo Iwata        | Japon       |
| D     | Naoki Matsuda (2)     | Yokohama F. Marinos | Japon       |
| M     | Mitsuo Ogasawara (2)  | Kashima Antlers     | Japon       |
| M     | Takashi Fukunishi (3) | Júbilo Iwata        | Japon       |
| M     | Toshiya Fujita (3)    | Júbilo Iwata        | Japon       |
| M     | Hiroshi Nanami (2)    | Júbilo Iwata        | Japon       |
| A     | Emerson (1)           | Urawa Red Diamonds  | Brésil      |
| A     | Naohiro Takahara (1)  | Júbilo Iwata        | Japon       |
| A     | Masashi Nakayama (4)  | Júbilo Iwata        | Japon       |

| Poste | Footballeur                | Club                 | Nationalité |
| ----- | -------------------------- | -------------------- | ----------- |
| G     | Seigo Narazaki (3)         | Nagoya Grampus Eight | Japon       |
| D     | Keisuke Tsuboi (1)         | Urawa Red Diamonds   | Japon       |
| D     | Antônio Monteiro Dutra (1) | Yokohama F. Marinos  | Brésil      |
| D     | Yuji Nakazawa (2)          | Yokohama F. Marinos  | Japon       |
| M     | Mitsuo Ogasawara (3)       | Kashima Antlers      | Japon       |
| M     | Takashi Fukunishi (4)      | Júbilo Iwata         | Japon       |
| M     | Daisuke Oku (2)            | Yokohama F. Marinos  | Japon       |
| M     | Yasuhito Endo (1)          | Gamba Osaka          | Japon       |
| A     | Emerson (2)                | Urawa Red Diamonds   | Brésil      |
| A     | Uéslei (1)                 | Nagoya Grampus Eight | Brésil      |
| A     | Tatsuhiko Kubo (1)         | Yokohama F. Marinos  | Japon       |

| Poste | Footballeur                | Club                 | Nationalité |
| ----- | -------------------------- | -------------------- | ----------- |
| G     | Yoichi Doi (1)             | FC Tokyo             | Japon       |
| D     | Marcus Tulio Tanaka (1)    | Urawa Red Diamonds   | Japon       |
| D     | Antônio Monteiro Dutra (2) | Yokohama F. Marinos  | Brésil      |
| D     | Yuji Nakazawa (3)          | Yokohama F. Marinos  | Japon       |
| M     | Mitsuo Ogasawara (4)       | Kashima Antlers      | Japon       |
| M     | Makoto Hasebe (1)          | Urawa Red Diamonds   | Japon       |
| M     | Daisuke Oku (3)            | Yokohama F. Marinos  | Japon       |
| M     | Yasuhito Endo (2)          | Gamba Osaka          | Japon       |
| A     | Emerson (3)                | Urawa Red Diamonds   | Brésil      |
| A     | Marques (1)                | Nagoya Grampus Eight | Brésil      |
| A     | Masashi Oguro (1)          | Gamba Osaka          | Japon       |

| Poste | Footballeur             | Club                      | Nationalité |
| ----- | ----------------------- | ------------------------- | ----------- |
| G     | Motohiro Yoshida (1)    | Cerezo Osaka              | Japon       |
| D     | Ilian Stoyanov (1)      | JEF United Ichihara Chiba | Bulgarie    |
| D     | Marcus Tulio Tanaka (2) | Urawa Red Diamonds        | Japon       |
| D     | Yuji Nakazawa (4)       | Yokohama F. Marinos       | Japon       |
| M     | Mitsuo Ogasawara (5)    | Kashima Antlers           | Japon       |
| M     | Yuki Abe (1)            | JEF United Ichihara Chiba | Japon       |
| M     | Fernandinho (1)         | Gamba Osaka               | Brésil      |
| M     | Yasuhito Endo (3)       | Gamba Osaka               | Japon       |
| M     | Tatsuya Furuhashi (1)   | Cerezo Osaka              | Japon       |
| A     | Clemerson (1)           | Gamba Osaka               | Brésil      |
| A     | Hisato Satō (1)         | Sanfrecce Hiroshima       | Japon       |

| Poste | Footballeur              | Club                      | Nationalité |
| ----- | ------------------------ | ------------------------- | ----------- |
| G     | Yoshikatsu Kawaguchi (1) | Júbilo Iwata              | Japon       |
| D     | Marcus Tulio Tanaka (3)  | Urawa Red Diamonds        | Japon       |
| D     | Satoshi Yamaguchi (1)    | Gamba Osaka               | Japon       |
| D     | Akira Kaji (1)           | Gamba Osaka               | Japon       |
| M     | Keita Suzuki (1)         | Urawa Red Diamonds        | Japon       |
| M     | Yuki Abe (2)             | JEF United Ichihara Chiba | Japon       |
| M     | Kengo Nakamura (1)       | Kawasaki Frontale         | Japon       |
| M     | Hiroyuki Taniguchi (1)   | Kawasaki Frontale         | Japon       |
| M     | Yasuhito Endo (4)        | Gamba Osaka               | Japon       |
| A     | Washington (1)           | Urawa Red Diamonds        | Brésil      |
| A     | Magno Alves (1)          | Gamba Osaka               | Brésil      |

| Poste | Footballeur             | Club               | Nationalité |
| ----- | ----------------------- | ------------------ | ----------- |
| G     | Ryōta Tsuzuki (1)       | Urawa Red Diamonds | Japon       |
| D     | Daiki Iwamasa (1)       | Kashima Antlers    | Japon       |
| D     | Marcus Tulio Tanaka (4) | Urawa Red Diamonds | Japon       |
| D     | Satoshi Yamaguchi (2)   | Gamba Osaka        | Japon       |
| M     | Yuki Abe (3)            | Urawa Red Diamonds | Japon       |
| M     | Keita Suzuki (2)        | Urawa Red Diamonds | Japon       |
| M     | Robson Ponte (1)        | Urawa Red Diamonds | Brésil      |
| M     | Kengo Nakamura (2)      | Kawasaki Frontale  | Japon       |
| M     | Yasuhito Endo (5)       | Gamba Osaka        | Japon       |
| A     | Juninho (1)             | Kawasaki Frontale  | Brésil      |
| A     | Baré (1)                | Gamba Osaka        | Brésil      |

| Poste | Footballeur             | Club                | Nationalité |
| ----- | ----------------------- | ------------------- | ----------- |
| G     | Seigo Narazaki (4)      | Nagoya Grampus      | Japon       |
| D     | Daiki Iwamasa (2)       | Kashima Antlers     | Japon       |
| D     | Atsuto Uchida (1)       | Kashima Antlers     | Japon       |
| D     | Marcus Tulio Tanaka (5) | Urawa Red Diamonds  | Japon       |
| D     | Yuji Nakazawa (5)       | Yokohama F. Marinos | Japon       |
| D     | Satoshi Yamaguchi (3)   | Gamba Osaka         | Japon       |
| M     | Kengo Nakamura (3)      | Kawasaki Frontale   | Japon       |
| M     | Yoshizumi Ogawa (1)     | Nagoya Grampus      | Japon       |
| M     | Yasuhito Endo (6)       | Gamba Osaka         | Japon       |
| A     | Marquinhos (1)          | Kashima Antlers     | Brésil      |
| A     | Atsushi Yanagisawa (3)  | Kyoto Sanga F.C.    | Japon       |

| Poste | Footballeur             | Club               | Nationalité |
| ----- | ----------------------- | ------------------ | ----------- |
| G     | Eiji Kawashima (1)      | Kawasaki Frontale  | Japon       |
| D     | Daiki Iwamasa (3)       | Kashima Antlers    | Japon       |
| D     | Atsuto Uchida (2)       | Kashima Antlers    | Japon       |
| D     | Marcus Tulio Tanaka (6) | Urawa Red Diamonds | Japon       |
| D     | Yuto Nagatomo (1)       | FC Tokyo           | Japon       |
| M     | Naohiro Ishikawa (1)    | FC Tokyo           | Japon       |
| M     | Kengo Nakamura (4)      | Kawasaki Frontale  | Japon       |
| M     | Mitsuo Ogasawara (6)    | Kashima Antlers    | Japon       |
| M     | Yasuhito Endo (7)       | Gamba Osaka        | Japon       |
| A     | Ryoichi Maeda (1)       | Júbilo Iwata       | Japon       |
| A     | Shinji Okazaki (1)      | Shimizu S-Pulse    | Japon       |

| Poste | Footballeur             | Club                | Nationalité |
| ----- | ----------------------- | ------------------- | ----------- |
| G     | Seigo Narazaki (5)      | Nagoya Grampus      | Japon       |
| D     | Marcus Tulio Tanaka (7) | Nagoya Grampus      | Japon       |
| D     | Takahiro Masukawa (1)   | Nagoya Grampus      | Japon       |
| D     | Tomoaki Makino (1)      | Sanfrecce Hiroshima | Japon       |
| M     | Kengo Nakamura (5)      | Kawasaki Frontale   | Japon       |
| M     | Yasuhito Endo (8)       | Gamba Osaka         | Japon       |
| M     | Jungo Fujimoto (1)      | Shimizu S-Pulse     | Japon       |
| M     | Marcio Richardes (1)    | Albirex Niigata     | Brésil      |
| M     | Danilson Córdoba (1)    | Nagoya Grampus      | Colombie    |
| A     | Ryoichi Maeda (2)       | Júbilo Iwata        | Japon       |
| A     | Joshua Kennedy (1)      | Nagoya Grampus      | Australie   |

| Poste | Footballeur             | Club           | Nationalité |
| ----- | ----------------------- | -------------- | ----------- |
| G     | Seigo Narazaki (6)      | Nagoya Grampus | Japon       |
| D     | Marcus Tulio Tanaka (8) | Nagoya Grampus | Japon       |
| D     | Naoya Kondo (1)         | Kashiwa Reysol | Japon       |
| D     | Hiroki Sakai (1)        | Kashiwa Reysol | Japon       |
| M     | Leandro Domingues (1)   | Kashiwa Reysol | Brésil      |
| M     | Jorge Wagner (1)        | Kashiwa Reysol | Brésil      |
| M     | Yasuhito Endo (9)       | Gamba Osaka    | Japon       |
| M     | Jungo Fujimoto (2)      | Nagoya Grampus | Japon       |
| M     | Hiroshi Kiyotake (1)    | Cerezo Ōsaka   | Japon       |
| A     | Mike Havenaar (1)       | Ventforet Kōfu | Japon       |
| A     | Joshua Kennedy (2)      | Nagoya Grampus | Australie   |

| Poste | Footballeur             | Club                | Nationalité |
| ----- | ----------------------- | ------------------- | ----------- |
| G     | Shusaku Nishikawa (1)   | Sanfrecce Hiroshima | Japon       |
| D     | Marcus Tulio Tanaka (9) | Nagoya Grampus      | Japon       |
| D     | Yuichi Komano (1)       | Júbilo Iwata        | Japon       |
| D     | Hiroki Mizumoto (1)     | Sanfrecce Hiroshima | Japon       |
| M     | Leandro Domingues (2)   | Kashiwa Reysol      | Brésil      |
| M     | Toshihiro Aoyama (1)    | Sanfrecce Hiroshima | Japon       |
| M     | Yasuhito Endo (10)      | Gamba Osaka         | Japon       |
| M     | Yojiro Takahagi (1)     | Sanfrecce Hiroshima | Japon       |
| A     | Hisato Satō (2)         | Sanfrecce Hiroshima | Japon       |
| A     | Yohei Toyoda (1)        | Sagan Tosu          | Japon       |
| A     | Wilson (1)              | Vegalta Sendai      | Brésil      |

| Poste | Footballeur           | Club                | Nationalité |
| ----- | --------------------- | ------------------- | ----------- |
| G     | Shusaku Nishikawa (2) | Sanfrecce Hiroshima | Japon       |
| D     | Yuji Nakazawa (6)     | Yokohama F. Marinos | Japon       |
| D     | Daisuke Nasu (1)      | Urawa Red Diamonds  | Japon       |
| D     | Masato Morishige (1)  | FC Tokyo            | Japon       |
| M     | Shunsuke Nakamura (3) | Yokohama F. Marinos | Japon       |
| M     | Hotaru Yamaguchi (1)  | Cerezo Ōsaka        | Japon       |
| M     | Yoichiro Kakitani (1) | Cerezo Ōsaka        | Japon       |
| M     | Toshihiro Aoyama (2)  | Sanfrecce Hiroshima | Japon       |
| A     | Yuya Osako (1)        | Kashima Antlers     | Japon       |
| A     | Yoshito Okubo (1)     | Kawasaki Frontale   | Japon       |
| A     | Kengo Kawamata (1)    | Albirex Niigata     | Japon       |

| Poste | Footballeur           | Club                | Nationalité |
| ----- | --------------------- | ------------------- | ----------- |
| G     | Shusaku Nishikawa (3) | Urawa Red Diamonds  | Japon       |
| D     | Kosuke Ota (1)        | FC Tokyo            | Japon       |
| D     | Masato Morishige (2)  | FC Tokyo            | Japon       |
| D     | Tsukasa Shiotani (1)  | Sanfrecce Hiroshima | Japon       |
| M     | Yasuhito Endo (11)    | Gamba Osaka         | Japon       |
| M     | Yoshinori Muto (1)    | FC Tokyo            | Japon       |
| M     | Léo Silva (1)         | Albirex Niigata     | Brésil      |
| M     | Gaku Shibasaki (1)    | Kashima Antlers     | Japon       |
| A     | Patric (1)            | Gamba Osaka         | Brésil      |
| A     | Yoshito Okubo (2)     | Kawasaki Frontale   | Japon       |
| A     | Takashi Usami (1)     | Gamba Osaka         | Japon       |

| Poste | Footballeur           | Club                | Nationalité |
| ----- | --------------------- | ------------------- | ----------- |
| G     | Shusaku Nishikawa (4) | Urawa Red Diamonds  | Japon       |
| D     | Kosuke Ota (2)        | FC Tokyo            | Japon       |
| D     | Masato Morishige (3)  | FC Tokyo            | Japon       |
| D     | Tomoaki Makino (2)    | Urawa Red Diamonds  | Japon       |
| D     | Tsukasa Shiotani (2)  | Sanfrecce Hiroshima | Japon       |
| M     | Yasuhito Endo (12)    | Gamba Osaka         | Japon       |
| M     | Toshihiro Aoyama (3)  | Sanfrecce Hiroshima | Japon       |
| M     | Mu Kanazaki (1)       | Kashima Antlers     | Japon       |
| A     | Douglas (1)           | Sanfrecce Hiroshima | Brésil      |
| A     | Yoshito Okubo (3)     | Kawasaki Frontale   | Japon       |
| A     | Takashi Usami (2)     | Gamba Osaka         | Japon       |

| Poste | Footballeur           | Club                | Nationalité |
| ----- | --------------------- | ------------------- | ----------- |
| G     | Shusaku Nishikawa (5) | Urawa Red Diamonds  | Japon       |
| D     | Tomoaki Makino (3)    | Urawa Red Diamonds  | Japon       |
| D     | Masato Morishige (4)  | FC Tokyo            | Japon       |
| D     | Tsukasa Shiotani (3)  | Sanfrecce Hiroshima | Japon       |
| D     | Gen Shoji (1)         | Kashima Antlers     | Japon       |
| M     | Kengo Nakamura (6)    | Kawasaki Frontale   | Japon       |
| M     | Yuki Kashiwagi (1)    | Urawa Red Diamonds  | Japon       |
| M     | Yuki Abe (4)          | Urawa Red Diamonds  | Japon       |
| M     | Manabu Saito (1)      | Yokohama F. Marinos | Japon       |
| A     | Yu Kobayashi (1)      | Kawasaki Frontale   | Japon       |
| A     | Leandro (1)           | Vissel Kobe         | Brésil      |

| Poste | Footballeur           | Club               | Nationalité |
| ----- | --------------------- | ------------------ | ----------- |
| G     | Kosuke Nakamura (1)   | Kashiwa Reysol     | Japon       |
| D     | Gen Shoji (2)         | Kashima Antlers    | Japon       |
| D     | Daigo Nishi (1)       | Kashima Antlers    | Japon       |
| D     | Elsinho (1)           | Kawasaki Frontale  | Brésil      |
| D     | Shintaro Kurumaya (1) | Kawasaki Frontale  | Japon       |
| M     | Kengo Nakamura (7)    | Kawasaki Frontale  | Japon       |
| M     | Yosuke Ideguchi (1)   | Gamba Osaka        | Japon       |
| M     | Hotaru Yamaguchi (2)  | Cerezo Osaka       | Japon       |
| A     | Shinzo Koroki (1)     | Urawa Red Diamonds | Japon       |
| A     | Yu Kobayashi (2)      | Kawasaki Frontale  | Japon       |
| A     | Kenyu Sugimoto (1)    | Cerezo Osaka       | Brésil      |

| Poste | Footballeur              | Club              | Nationalité  |
| ----- | ------------------------ | ----------------- | ------------ |
| G     | Jung Sung-ryong (1)      | Kawasaki Frontale | Corée du Sud |
| D     | Shogo Taniguchi (1)      | Kawasaki Frontale | Japon        |
| D     | Daigo Nishi (2)          | Kashima Antlers   | Japon        |
| D     | Elsinho (2)              | Kawasaki Frontale | Brésil       |
| D     | Shintaro Kurumaya (2)    | Kawasaki Frontale | Japon        |
| M     | Kengo Nakamura (8)       | Kawasaki Frontale | Japon        |
| M     | Chanathip Songkrasin (1) | Consadole Sapporo | Thaïlande    |
| M     | Ryota Oshima (1)         | Kawasaki Frontale | Japon        |
| M     | Akihiro Ienaga (1)       | Kawasaki Frontale | Japon        |
| A     | Hwang Ui-jo (1)          | Gamba Osaka       | Corée du Sud |
| A     | Jô (1)                   | Nagoya Grampus    | Brésil       |

## Joueurs figurant le plus de fois dans la J. League Best Eleven
| Nombre | Joueurs             | Année(s) d’apparition                                       | Club(s)                                   | Poste     | Nationalité |
| ------ | ------------------- | ----------------------------------------------------------- | ----------------------------------------- | --------- | ----------- |
| 12     | Yasuhito Endō       | 2003,2004,2005,2006,2007,2008,2009,2010,2011,2012,2014,2015 | Gamba Osaka                               | Milieu    | Japon       |
| 9      | Marcus Túlio Tanaka | 2004,2005,2006,2007,2008,2009,2010,2011,2012                | Urawa Red Diamonds / Nagoya Grampus Eight | Défenseur | Japon       |
| 6      | Mitsuo Ogasawara    | 2001,2002,2003,2004,2005,2009                               | Kashima Antlers                           | Milieu    | Japon       |
| 6      | Seigo Narazaki      | 1996,1998,2003,2008,2010,2011                               | Yokohama Flügels / Nagoya Grampus Eight   | Gardien   | Japon       |
| 6      | Kengo Nakamura      | 2006,2007,2008,2009,2010,2016                               | Kawasaki Frontale                         | Milieu    | Japon       |
| 6      | Yūji Nakazawa       | 1999,2003,2004,2005,2008,2013                               | Tokyo Verdy 1969 / Yokohama F·Marinos     | Défenseur | Japon       |
| 5      | Masami Ihara        | 1993,1994,1995,1996,1997                                    | Yokohama F·Marinos                        | Défenseur | Japon       |
| 5      | Shusaku Nishikawa   | 2012,2013,2014,2015,2016                                    | Sanfrecce Hiroshima / Urawa Red Diamonds  | Gardien   | Japon       |
| 4      | Naoki Sōma          | 1995,1996,1997,1998                                         | Kashima Antlers                           | Défenseur | Japon       |
| 4      | Yutaka Akita        | 1997,1998,2000,2001                                         | Kashima Antlers                           | Défenseur | Japon       |
| 4      | Hiroshi Nanami      | 1996,1997,1998,2002                                         | Júbilo Iwata                              | Milieu    | Japon       |
| 4      | Masashi Nakayama    | 1997,1998,2000,2002                                         | Júbilo Iwata                              | Attaquant | Japon       |
| 4      | Takashi Fukunishi   | 1999,2001,2002,2003                                         | Júbilo Iwata                              | Milieu    | Japon       |
| 4      | Yuki Abe            | 2005,2006,2007,2016                                         | Urawa Red Diamonds                        | Milieu    | Japon       |
| 4      | Masato Morishige    | 2013,2014,2015,2016                                         | FC Tokyo                                  | Défenseur | Japon       |